# Axel Domont
Axel Domont (Valence, 7 agosto 1990) è un ex ciclista su strada francese, professionista dal 2013 al 2020.

## Carriera
Nel 2009 approda alla categoria Elite/U23 con la UC Aubenas; dal 2010 al 2012 corre invece per il vivaio della AG2R La Mondiale, ovvero la Chambéry Cyclisme Formation. Con la squadra savoiarda ottiene la convocazione nella nazionale francese U23, un secondo posto al Piccolo Giro di Lombardia e un terzo posto nella classifica generale del Giro della Regione Friuli Venezia Giulia nel 2011, una vittoria di tappa al Toscana-Terra di ciclismo (gara valida per la Coppa delle Nazioni) nel 2012.
Grazie a questi risultati per la stagione 2013 passa al professionismo trasferendosi dalla Chambéry alla formazione madre, la AG2R La Mondiale.

## Palmarès
- 2012 (dilettanti)

Grand Prix de la Ville de Buxerolles
5ª tappa Toscana-Terra di ciclismo

## Piazzamenti

### Grandi Giri
- Giro d'Italia

2014: 58º
2015: 75º
2016: 50º
- Tour de France

2017: 68º
2018: ritirato (4ª tappa)
- Vuelta a España

2016: 48º
2017: non partito (14ª tappa)
2020: ritirato (2ª tappa)

### Classiche monumento
- Milano-Sanremo

2016: 180º
- Liegi-Bastogne-Liegi

2017: ritirato
2018: 48º
- Giro di Lombardia

2019: 106º
2020: fuori tempo massimo